# Tobias Hans

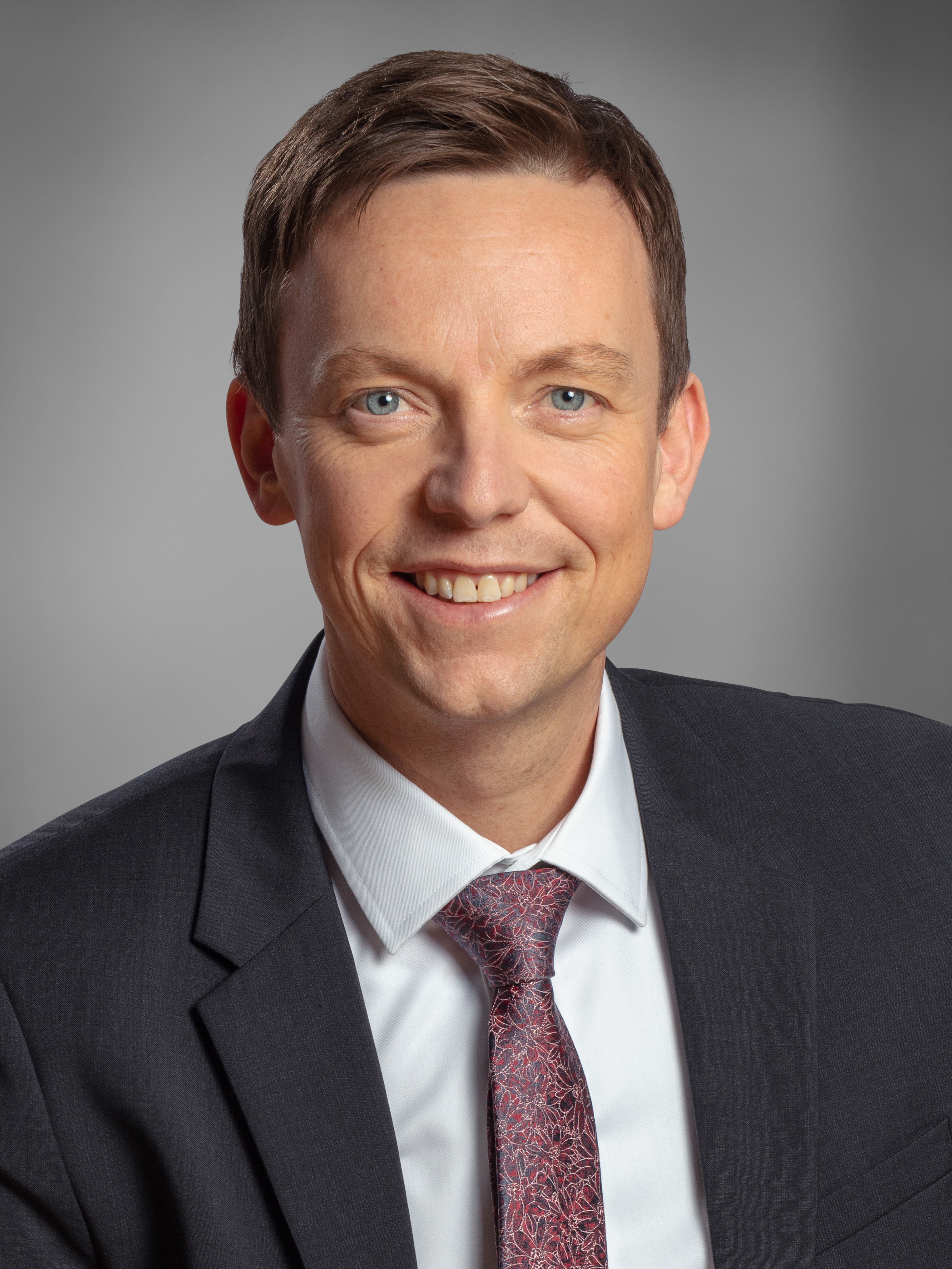
Tobias Hans (2022)

Tobias Theodor Hans (* 1. Februar 1978 in Neunkirchen) ist ein deutscher Politiker (CDU) und Kommunikationsberater. Er war vom 1. März 2018 bis zum 25. April 2022 Ministerpräsident des Saarlandes und vom 19. Oktober 2018 bis zum 28. Mai 2022 Landesvorsitzender der CDU Saar.

## Biografie

### Familie, Ausbildung, Beruf
Hans wuchs mit seinem jüngeren Bruder in einer katholisch geprägten Familie auf. Sein Vater war der Gymnasiallehrer und CDU-Politiker Peter Hans (1950–2007), der von 1999 bis 2007 CDU-Fraktionsvorsitzender im saarländischen Landtag war. Nach dem Abitur am Homburger Christian-von-Mannlich-Gymnasium (1997) und dem anschließenden Zivildienst an der Psychosomatischen Fachklinik Neunkirchen-Münchwies studierte Hans ab 1998 Wirtschaftsinformatik, Informationswissenschaft und Anglistik an der Universität des Saarlandes, ohne jedoch einen Studienabschluss zu erreichen. Neben seinem Studium war er nach eigenen Angaben bis Ende 2005 als „studentischer wissenschaftlicher Mitarbeiter“ an der Psychosomatischen Fachklinik Münchwies beschäftigt. 2006 war Hans wissenschaftlicher Mitarbeiter der CDU-Landtagsfraktion. Von 2007 bis zu seiner Wahl in den Landtag des Saarlandes im Jahr 2009 war er persönlicher Referent des saarländischen Ministers für Justiz, Arbeit, Gesundheit und Soziales, zunächst von Minister Josef Hecken und dann von dessen Nachfolger Gerhard Vigener.
Als Hans 2007 persönlicher Referent im saarländischen Ministerium für Justiz, Arbeit, Gesundheit und Soziales wurde, brach er nach 18 Semestern sein Studium ab.
Seit 2023 ist Hans Alleingesellschafter der Tobias Hans GmbH, die Beratungsdienstleistungen in den Bereichen Strategie, Marketing, Kommunikation und Personal erbringt.
Hans ist verheiratet mit Tanja Hans; beide bewohnen und bewirtschaften einen Pferdehof in Neunkirchen-Münchwies. Die beiden sind seit Herbst 2018 Eltern von Zwillingen. Eine Tochter wurde im Januar 2021 geboren.

### Politik

#### Partei und Parlamente

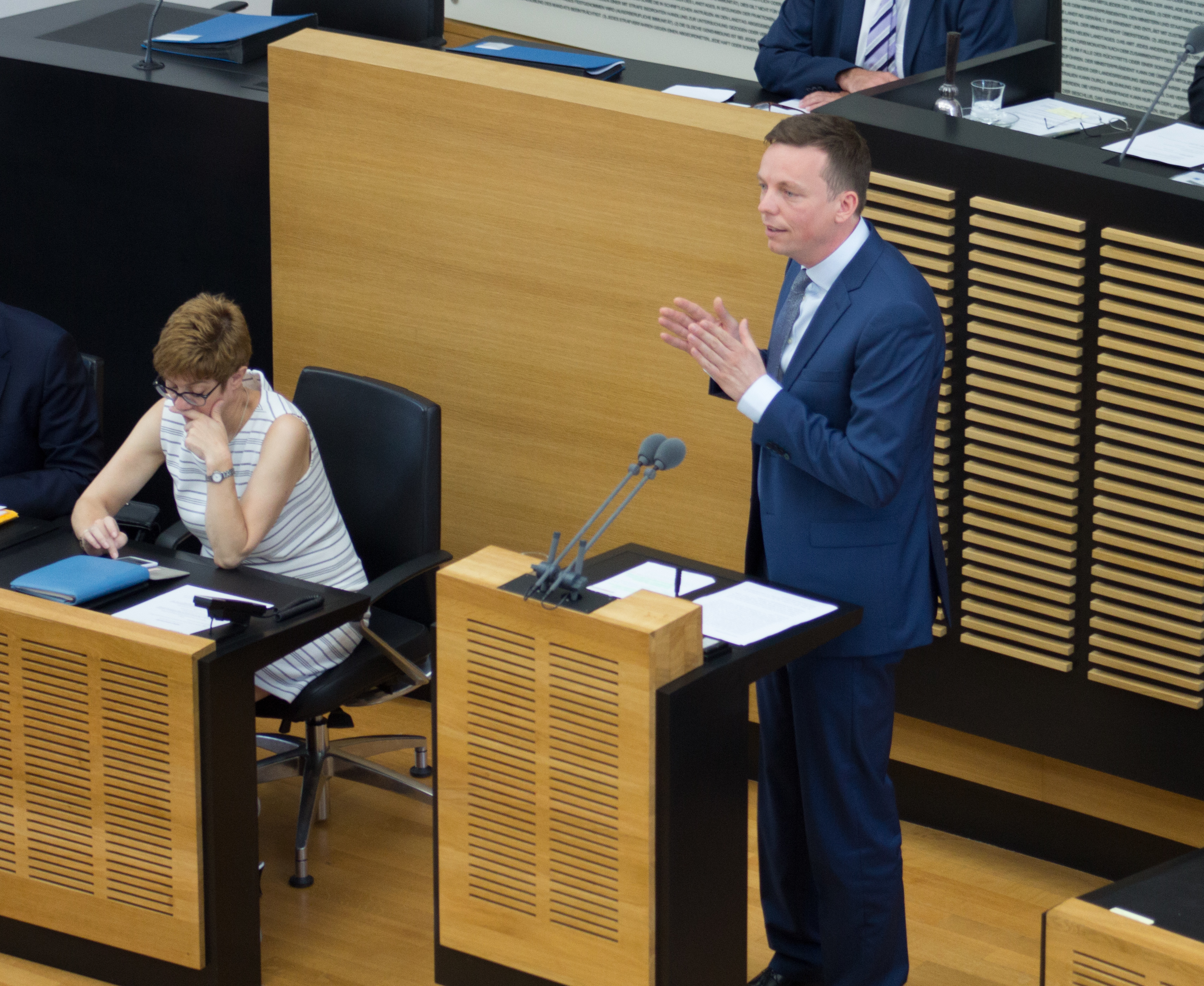
Tobias Hans am 21. Juni 2017 im Landtag, links Annegret Kramp-Karrenbauer

Hans trat 1992 in die Junge Union ein, war von 1999 bis 2009 Stadtverbandsvorsitzender der Jungen Union Neunkirchen und ist seit 1994 Mitglied der CDU. 2001 wurde er stellvertretender Vorsitzender des CDU-Stadtverbandes in seiner Heimatstadt Neunkirchen. 2007 wurde er zum stellvertretenden Vorsitzenden des CDU-Kreisverbandes Neunkirchen gewählt, am 16. Juni 2012 zu dessen Vorsitzendem.
Ab 2004 war Hans Mitglied des Stadtrates der Kreisstadt Neunkirchen und dort stellvertretender Vorsitzender der CDU-Fraktion. Bei der Landtagswahl am 30. August 2009 wurde er im Wahlkreis Neunkirchen in den Landtag des Saarlandes gewählt. Im Zuge der vorgezogenen Neuwahl am 25. März 2012 konnte er sein Mandat verteidigen und rückte innerhalb der CDU-Landtagsfraktion zum parlamentarischen Geschäftsführer auf.
Bei der Direktwahl des Landrates im Landkreis Neunkirchen am 8. November 2015 kandidierte Hans für die CDU. Er verlor in einer Stichwahl am 22. November gegen Sören Meng (SPD). Zwei Tage später wurde er zum neuen Fraktionsvorsitzenden der CDU im Saarländischen Landtag gewählt und trat damit die Nachfolge von Klaus Meiser an.
Bei der Landtagswahl 2017 konnte er sein Mandat verteidigen und wurde erneut zum Fraktionsvorsitzenden gewählt.
Bei der Landtagswahl 2022 war er Spitzenkandidat seiner Partei. Er erreichte mit 28,5 Prozent der Stimmen das historisch schlechteste Ergebnis der CDU seit Angliederung des Saarlandes an die Bundesrepublik. Er kündigte daraufhin seinen persönlichen Rückzug als Spitzenpolitiker an. Er ist Mitglied im Ausschuss für Umwelt, Klima, Mobilität, Agrar- und Verbraucherschutz sowie im Ausschuss für Wirtschaft, Innovation, Digitales, Energie und Grubensicherheit.

#### Ministerpräsident des Saarlandes
Am 1. März 2018 wurde er mit den Stimmen von 40 Abgeordneten zum Ministerpräsidenten des Saarlandes gewählt und trat damit die Nachfolge von Annegret Kramp-Karrenbauer an, die als neue Generalsekretärin der CDU in die Bundespolitik wechselte. Die von ihm geführte Regierung wurde von der seit 2012 im Saarland bestehenden Koalition aus CDU und SPD gestützt.
In seine Regierungszeit fielen neben der Corona-Pandemie zahlreiche strukturpolitische Weichenstellungen, da das Saarland massiv vom Strukturwandel und Schließung von alteingesessenen Industriebetrieben betroffen ist. So konnte ein Batteriehersteller angesiedelt werden und auch mit dem Bundesamt für Sicherheit in der Informationstechnologie (BSI) seit langem wieder eine Bundesbehörde. Hans hat mit dem von ihm vorangetriebenen Digitalisierungsgesetz viel Beachtung gefunden: Bei 992 Regelungen in 270 Gesetzen und Verordnungen des Landes wurden neben dem bisherigen schriftlichen Verfahren auch einfache elektronische Möglichkeiten eröffnet. Bekannt wurde Hans bundesweit durch zahlreiche Auftritte in Talk-Shows.
Am 19. Oktober 2018 wurde Hans mit 96,4 Prozent der Stimmen beim 68. Landesparteitag zum neuen Vorsitzenden der CDU Saar gewählt.
Hans ist Mitglied der CDU-Sozialausschüsse.
Bei der Landtagswahl 2022 war er Spitzenkandidat seiner Partei und erreichte mit 28,5 Prozent der Stimmen das historisch schlechteste Ergebnis der CDU Saar. Die CDU verlor gegenüber der vorherigen Wahl 12,2 Prozentpunkte. Am Tag nach der Wahl kündigte er an, als CDU-Landesvorsitzender zum 28. Mai 2022 zurückzutreten.
Am 25. April 2022 schied er mit Wahl seiner Nachfolgerin Anke Rehlinger (SPD) als saarländischer Ministerpräsident aus dem Amt.

#### Kontroversen
Im Zuge der Berichterstattung über seine bevorstehende Wahl zum Ministerpräsidenten des Saarlandes wurden Unregelmäßigkeiten in seinem Lebenslauf entdeckt. So habe er zwar den Abbruch seines Studiums angegeben, dies aber auf der eigenen Homepage verschleiert. Ebenso habe er sich bei einer Wahl als „Informationswissenschaftler“ bezeichnet. Unklar war ebenso sein Status als „wissenschaftlicher Mitarbeiter“ an der Psychosomatischen Fachklinik, der später von einer Sprecherin mit der Bezeichnung „studentischer wissenschaftlicher Mitarbeiter“ beschrieben wurde.
Im März 2022 forderte Hans angesichts stark steigender Energiepreise eine Spritpreisbremse. Dabei sagte er, dass es diesmal „nicht nur Geringverdiener“, sondern „die vielen fleißigen Leute“ treffe. Mit dieser Aussage in einem Twitter-Video erntete er Kritik, weil sie Geringverdiener diffamiere.
Im Juli 2023 kritisierte der ehemalige Ministerpräsident Hans in einem Interview mit dem Stern den CDU-Vorsitzenden Friedrich Merz. Hans bezeichnete die Parteiführung von Merz als „Abschied vom Kurs der Mitte, mit dem die CDU fast 20 Jahre lang erfolgreich regiert hat.“ Daraufhin distanzierte sich der Generalsekretär der CDU Saar Frank Wagner von den Aussagen des ehemaligen Vorsitzenden Hans.